# Феодора Анна Дукиня Сельво
Феодора Анна Дукиня Сельво (не позднее 1059, Константинополь — не ранее 1075, Венеция) — дочь византийского императора Константина X Дуки и его второй жены Евдокия Макремволитиссы. Жена дожа Венеции Доменико Сельво с 1075 года до своей смерти в 1083 году.
Феодора вышла замуж за Доменико Сельво в Константинополе в 1075 году. На театрализованном представлении её брат Михаил VII Дука возложил на голову Феодоры имперскую диадему. Феодора привезла с собой большую свиту и оказалась крайне непопулярной в Венеции из-за своих аристократических манер, которые были в Венеции чуждыми и непонятными. Её византийский образ жизни воспринимался как расточительность и надменность. Она омывала тело росой, которую собрали её слуги; пищу ей нарезали евнухи, которую она по кусочку накалывала на золотую вилку; в покоях у неё имелись настенные подсвечники. Феодора умерла от дегенеративной болезни, которая была воспринята венецианцами как божественная кара за её «неумеренный» образ жизни.
Епископ Остии — Пётр Дамиани, позднее интерпретировал её манеры как гордыню, и писал о ней следующее: «…жена Венецианского дожа, чьё тело, ввиду её чрезмерной изысканности, полностью прогнило». Однако авторство этой фразы спорно, так как Дамиани скончался в 1072 или 1073 годах, а свадьба Феодоры и Доменико состоялась в 1075 году.